# لوك غرينفيلد
لوك غرينفيلد (بالإنجليزية: Luke Greenfield)‏ مواليد 5 فبراير 1972 في الولايات المتحدة، هو ممثل ومخرج أمريكي بدأ مسيرته الفنية سنة 1999.

## الأعمال
- الفتاة المجاورة
- غرباء في أمريكا
- فلنصبح رجال شرطة

## روابط خارجية
- لوك غرينفيلد على موقع IMDb (الإنجليزية)
- لوك غرينفيلد على موقع ألو سيني (الفرنسية)
- لوك غرينفيلد على موقع أول موفي (الإنجليزية)
- لوك غرينفيلد على موقع بوكس أوفيس موجو (الإنجليزية)
- لوك غرينفيلد على موقع قاعدة بيانات الأفلام السويدية (السويدية)
- لوك غرينفيلد على موقع قاعدة بيانات الفيلم (الإنجليزية)
- لوك غرينفيلد على موقع كينوبويسك (الروسية)